# 感覚ピエロ
感覚ピエロ（かんかくピエロ）は、日本のロックバンド。所属事務所およびレーベルは自らが運営する株式会社JIJI（英称：JIJI INC.）。略称は「感エロ」。バンド名は、小説家・伊坂幸太郎の作品『重力ピエロ』からインスパイアされたもの。

## メンバー
横山 直弘（よこやま なおひろ）
生年月日は1992年5月30日。ボーカル、ギター、作詞、作曲、レコーディングエンジニア担当。身長162cm。血液型はB型。
北海道岩見沢市出身。岩見沢市立中央小学校、立命館慶祥中学校・高等学校、立命館大学理工学部卒業。
秋月 琢登（あきづき たくと）
生年月日は1990年9月27日。ギター、作詞、作曲、グッズ・ジャケットデザイン担当。身長178cm。血液型はB型。
大阪府東大阪市出身。株式会社JIJIの代表取締役。
2022年1月26日より一時活動休止していたが、2023年7月14日のワンマン公演より復帰。
滝口 大樹（たきぐち だいき）
生年月日は1991年2月8日。ベース、作詞担当。身長167cm。血液型はO型。
大阪府門真市出身。
アキレス健太（あきれすけんた）
生年月日は1987年9月16日。ドラムス、作詞担当。身長176cm。血液型はB型。
大阪府出身。既婚（2019年 - ）

## 経歴

### 2013年 - 2017年：バンド結成から自社JIJI INC.設立まで
2013年、秋月が大阪のライブハウス北堀江club vijonでブッキングマネージャーをやっていた頃、当時応援していた担当アーティストの活動休止、解散などのタイミングが重なり、その中から個人的に「カッコイイ」「面白い」と思ったプレイヤー（現メンバー）に声をかけたことが結成のキッカケである。
7月、大阪にて「感覚ピエロ」を結成。直後に自主レーベル「JIJI RECORDS」（ジジレコード）を設立。ミュージックビデオ「メリーさん」を発表し結成から僅か2ヶ月で自主制作盤1stミニ・アルバム『ソンナノナイヨ』を発表。
ライブ活動、制作（レコーディング、グッズ、CDなど）すべてにおいて完全にメンバーのセルフ・プロデュースでありながらも、ライブ会場、通販でのCD売り上げ枚数は5,000枚を突破。
2015年2月、初の自主企画「東名阪ワンマンツアー」は全公演ソールドアウト。「RUSH BALL」や「RADIO CRAZY」などの大型フェスにも数多く出演し、これらもすべて入場規制を記録。同年6月に初となる全国流通盤1stミニアルバム『Break』をリリース。
2016年4月スタートの日本テレビ系日曜ドラマ『ゆとりですがなにか』の主題歌に、楽曲「拝啓、いつかの君へ」が採用される。大手レコード会社からのプッシュや広告代理店経由のタイアップではなく、YouTubeでミュージックビデオを見たドラマの演出・監督を務める水田伸生からの直々のオファーでタイアップが実現。また同ドラマ挿入歌には「O・P・P・A・I」も採用された。完全無所属のインディーズバンドでこの出来事は音楽業界では異例なことだった。
6月、2枚目となる全国流通盤ミニアルバム『不可能可能化』を発売。6月からライブツアー「make the impossible possible 〜俺のいん・ぽっしぶる〜」を開催。
11月、東京・恵比寿LIQUIDROOM、名古屋DIAMOND HALL、大阪・なんばHatchにて自身最大規模のワンマンツアー「感覚ピエロの三点責め 東名阪 イク×2 ワンマンツアー」を開催。
2017年2月、3枚目となる全国流通盤ミニアルバム『等身大アンバランス』を発売。アルバム表題曲の「等身大アンバランス」は、受験生応援プロジェクト「＃がんばれ受験生」のために書き下ろした楽曲である。
4月、これまで数々のレコード会社からメジャーデビューのオファーがあったが、独自の活動方針、反骨心に賛同したavex、エー・チームとJIJI RECORDSの3社が出資し、秋月が代表取締役社長を務める新会社「株式会社JIJI」を設立。

### 2017年 - 2019年：「色色人色」「ありあまるフィクション」「全裸」
2017年6月公開映画『22年目の告白 -私が殺人犯です-』への書き下ろしが決定し、主題歌「疑問疑答」を発表。6月には全国6都市ワンマンツアー「69ロックレボリューション あなたと私で「69」したいの。」を開催。
10月、テレビ東京系テレビアニメ『ブラッククローバー』第1クールオープニングテーマ主題歌「ハルカミライ」を発表。
2018年2月、バンド初となる1stフルアルバム『色色人色』を発売。3月から7月にかけて、2度目となる47都道府県ツアー「KKP TOUR またイかせてもらいます!! 47都道府県全国津々ムラ×2!! デリバリー感覚ピエロ!!〜チェンジだなんて言わせない〜」を開催。
10月、3,000枚限定シングル「ありあまるフィクション」を発売。ライブツアー「ありあまるフィクション ONE-MAN TOUR 2018 / AW ～Road to MAKUHARI～」開催。
2019年5月、ライブツアー、5-6th anniversary『LIVE - RATION 2019』～奮い立たせてなんぼでしょ～を開催。
9月、結成6年目にして初となるベストアルバム『全裸』を発表。
11月、バンド史上最大規模となる幕張メッセにてワンマンライブ「感覚ピエロ 5-6th anniversary『LIVE - RATION 2019 FINAL』〜幕張ヴァージンはあなたのもの～」を開催。

### 2020年 -：「JIJI INC.」独立、「毒の根の音」
2020年2月 - 3月、過去アルバム曲（ソンナノナイヨ / 妄想するのだ。/ 「I」から「J」への宣戦布告 / TE-N-GU）から限定され選曲されたコンセプトワンマンツアー「感エロフェチズム vol.1」を開催。
4月、avex、エー・チーム、JIJI3社からなる「株式会社JIJI」だが、avex、エー・チームから株をJIJIに引き継ぎ完全独自自営の新体制となる。
4月1日、新体制となり初のシングル『毒の根の音』を発表。
2025年7月25日、10月のライブツアーをもって解散することを発表。

## ディスコグラフィ

### シングル

#### 配信限定シングル
|      | 発売日         | タイトル                                     | 規格                   |
| ---- | -------------- | -------------------------------------------- | ---------------------- |
| 1st  | 2016年10月28日 | ワンナイト・ラヴゲーム                       | デジタル・ダウンロード |
| 2nd  | 2017年6月7日   | 疑問疑答                                     | デジタル・ダウンロード |
| 3rd  | 2017年8月9日   | A BANANA                                     | デジタル・ダウンロード |
| 4th  | 2017年10月24日 | ハルカミライ                                 | デジタル・ダウンロード |
| 5th  | 2017年12月6日  | 0'ninaru                                     | デジタル・ダウンロード |
| 6th  | 2018年4月8日   | 一瞬も一生もすべて私なんだ                   | デジタル・ダウンロード |
| 7th  | 2018年6月27日  | 夜のスピード                                 | デジタル・ダウンロード |
| 8th  | 2019年2月4日   | 落書きペイジ                                 | デジタル・ダウンロード |
| 9th  | 2019年3月5日   | ARATA - ANATA                                | デジタル・ダウンロード |
| 10th | 2020年4月1日   | 毒の根の音                                   | デジタル・ダウンロード |
| 11th | 2020年9月15日  | it.                                          | デジタル・ダウンロード |
| 12th | 2020年11月24日 | NIGHT                                        | デジタル・ダウンロード |
| 13th | 2021年4月22日  | 再生                                         | デジタル・ダウンロード |
| 14th | 2021年7月6日   | HIBANA -Tales of ARISE opening ver.-         | デジタル・ダウンロード |
| 15th | 2021年9月9日   | HIBANA                                       | デジタル・ダウンロード |
| 16th | 2021年10月13日 | 僕は彼女を愛せない                           | デジタル・ダウンロード |
| 17th | 2022年3月26日  | モノクロセンチメンタルビリーバー             | デジタル・ダウンロード |
| 18th | 2022年12月21日 | the light                                    | デジタル・ダウンロード |
| 19th | 2023年3月14日  | ハルカミライ last page. (original edit ver.) | デジタル・ダウンロード |
| 20th | 2023年6月17日  | Break Together                               | デジタル・ダウンロード |
| 21st | 2023年10月13日 | ノンフィクションの僕らよ                     | デジタル・ダウンロード |
| 22nd | 2023年11月9日  | We Still                                     | デジタル・ダウンロード |
| 23rd | 2025年8月7日   | I Wish to See You Again                      |                        |

### ミュージックビデオ
| ♯  | 公開日         | 曲名                       | 監督          | 出演者              |
| -- | -------------- | -------------------------- | ------------- | ------------------- |
| 1  | 2013年08月18日 | メリーさん                 | 太田 大貴     | 鹿島 玲子           |
| 2  | 2013年12月25日 | O・P・P・A・I              | 太田 大貴     | 進撃のノア          |
| 3  | 2014年5月30日  | Japanese-Pop-Music         | 太田 大貴     | kanasta             |
| 4  | 2014年10月24日 | D.B                        | 太田 大貴     |                     |
| 5  | 2015年4月1日   | A-Han!!                    | 太田 大貴     | 田中真琴            |
| 6  | 2015年6月9日   | LET IT DIE -wake up-       | 太田 大貴     | 田中真琴            |
| 7  | 2015年10月9日  | 拝啓、いつかの君へ         | 太田 大貴     | 田中真琴            |
| 8  | 2016年6月1日   | 会心劇未来                 | 太田 大貴     |                     |
| 9  | 2016年8月28日  | 加速エモーション           | 太田 大貴     | 田中真琴            |
| 10 | 2016年10月27日 | ワンナイト・ラヴゲーム     | 太田 大貴     | 進撃のノア          |
| 11 | 2017年1月14日  | 等身大アンバランス         | 太田 大貴     | 田中真琴            |
| 12 | 2017年5月1日   | 疑問疑答                   | 太田 大貴     | IVAN                |
| 13 | 2017年8月7日   | A BANANA                   | 太田 大貴     |                     |
| 14 | 2017年10月3日  | ハルカミライ               | 太田 大貴     | 田中真琴 瀬戸 かほ  |
| 15 | 2018年2月21日  | さよなら人色               | 太田 大貴     | 大幡しえり          |
| 16 | 2018年4月8日   | 一瞬も一生もすべて私なんだ | 太田 大貴     | 田中真琴            |
| 17 | 2018年8月28日  | ありあまるフェイク         | 太田 大貴     |                     |
| 18 | 2019年1月19日  | 金求 -king-                | 太田 大貴     | 千原ジュニア        |
| 19 | 2019年3月4日   | ARATA - ANATA              | 加藤マニ      | 新條由芽            |
| 20 | 2019年10月4日  | Sing along tonight         | 大山卓也      | Ryosuke Saitoh Yaco |
| 21 | 2020年3月13日  | 感染源                     | 岩口哲也      |                     |
| 22 | 2020年4月1日   | 共犯                       | 坪井タカヒロ  | 谷奥えま 谷奥えり   |
|    | 2021年5月1日   | 再生                       |               |                     |
|    | 2021年9月9日   | HIBANA                     |               |                     |
|    | 2022年3月21日  | 終いに                     | Koki Okamoto  |                     |
|    | 2022年9月14日  | buzz............           | Shin Ishihara |                     |
|    | 2022年10月31日 | サイレン                   |               |                     |
|    | 2022年12月20日 | the light                  | Shin Ishihara |                     |
|    | 2023年1月17日  | ハルカミライ last page.    | Koki Okamoto  |                     |
|    | 2023年6月17日  | Break Together             | Shin Ishihara |                     |

## 楽曲提供
| 年     | アーティスト                    | タイトル            | 収録アルバム                        | 補足                                           |
| ------ | ------------------------------- | ------------------- | ----------------------------------- | ---------------------------------------------- |
| 2015年 | スノーマン（現 スピラ・スピカ） | ココロノアリカ      | アルバム「スノウワンダーランド」    | 編曲：横山直弘                                 |
| 2015年 | スノーマン（現 スピラ・スピカ） | ちょっと待って      | アルバム「スノウワンダーランド」    | 編曲：横山直弘                                 |
| 2015年 | スノーマン（現 スピラ・スピカ） | Enemy Spotted!!     | アルバム「スノウワンダーランド」    | 編曲：横山直弘                                 |
| 2015年 | スノーマン（現 スピラ・スピカ） | 雪が降った日        | アルバム「スノウワンダーランド」    | 編曲：横山直弘                                 |
| 2016年 | LiSA                            | Psychedelic Drive   | アルバム「LUCKY Hi FiVE!」          | 作曲：横山直弘                                 |
| 2017年 | 水樹奈々                        | Poison Lily         | シングル「Destiny's Prelude」       | 作曲：横山直弘                                 |
| 2022年 | Finally                         | Rock'n'roll Shooter | 配信シングル「Rock'n'roll Shooter」 | 完全プロデュース（作詞、作曲、編曲）：横山直弘 |
| 2023年 | JASPĘR                          | Dreamer             | 配信シングル「Dreamer」             | 作曲：横山直弘・春陽                           |

## タイアップ一覧
| 使用年 | 曲名                             | タイアップ |
| ------ | -------------------------------- | --- |
| 2014年 | Japanese-Pop-Music               | 関西テレビ『音エモン』7月度エンディングテーマ                                                                 |
| 2016年 | LET IT DIE -Wake up-             | 映画『復讐したい』劇中歌                                                                                      |
| 2016年 | 拝啓、いつかの君へ               | 日本テレビ系日曜ドラマ『ゆとりですがなにか』主題歌                                                            |
| 2016年 | O・P・P・A・I                    | 日本テレビ系日曜ドラマ『ゆとりですがなにか』挿入歌                                                            |
| 2016年 | ワンダーガール                   | バンタンゲームアカデミー 2016 CMソング                                                                        |
| 2017年 | 等身大アンバランス               | 受験生応援プロジェクト「＃がんばれ受験生」テーマソング                                                        |
| 2017年 | 疑問疑答                         | 映画『22年目の告白－私が殺人犯です－』主題歌                                                                  |
| 2017年 | ハルカミライ                     | テレビ東京系アニメ『ブラッククローバー』第1クールオープニングテーマ                                           |
| 2017年 | 0になって                        | コロプラ スマホRPG「PaniPani-パラレルニクスパンドラナイト-」CM・テーマソング                                  |
| 2018年 | 一瞬も一生もすべて私なんだ       | 東海テレビ制作・フジテレビ系オトナの土ドラ『いつまでも白い羽根』主題歌                                        |
| 2018年 | 夜のスピード                     | 映画『パンク侍、斬られて候』エンディングテーマ                                                                |
| 2018年 | star                             | AIR-G'『IMAREAL』テーマ曲                                                                                     |
| 2019年 | 金求-king-                       | 関西テレビ系テレビドラマ『新・ミナミの帝王』第16作・第17作エンディングテーマ                                  |
| 2019年 | 落書きペイジ                     | テレビ東京系アニメ『ブラッククローバー』第6クールオープニングテーマ                                           |
| 2021年 | ハルカミライ (last page ver.)    | テレビ東京系アニメ『ブラッククローバー』最終話 挿入歌                                                         |
| 2021年 | HIBANA                           | バンダイナムコエンターテインメントRPG『テイルズ オブ アライズ』オープニングテーマ                             |
| 2022年 | モノクロセンチメンタルビリーバー | 舞台『テイルズ オブ アライズ オンラインシアター リベレイターズ -希望を託されし解放者たち- New Attempt』主題歌 |
| 2023年 | the light                        | テレビ東京/TVQ九州放送『BARKUP TV』2月オープニングテーマ                                                      |
| 2023年 | Break Together                   | アニメ映画『ブラッククローバー 魔法帝の剣』挿入歌                                                             |
| 2023年 | ハルカミライ                     | アニメ映画『ブラッククローバー 魔法帝の剣』挿入歌                                                             |
| 2023年 | ノンフィクションの僕らよ         | 映画『ゆとりですがなにか インターナショナル』主題歌                                                           |
| 2023年 | We Still                         | バンダイナムコエンターテインメント『テイルズ オブ アライズ』DLC「ビヨンド ザ ドーン」テーマソング             |

## メディア出演

### ラジオ番組
- エフエム京都 α-STATION「KANERO HZ」（2018年10月 - 2019年3月）
- エフエム京都 α-STATION「WEEKEND SHELTER」（2019年4月 - 2020年2月）

## 主なライブ

### ワンマンライブ・主催イベント
- 2015年02月 - 感覚ピエロ 4th mini album「TE-N-GU」リリース ワンマンツアー2015【天狗になるとかならんとかそんなんじゃなくて俺の天狗は元々立派な、、、】
- 2015年09月〜11月 - 感覚ピエロ 1st ALBUM「Break」リリース47都道府県全国ツアー 「KKP47 全国のあなたたちと会いたかった Yes！」-Are you ready?-
- 2016年06月〜07月 - 感覚ピエロ セカンドミニアルバム「不可能可能化」リリースツアー make the impossible possible 〜俺のいん・ぽっしぶる〜
- 2016年11月05日〜2017年01月06日 - 感覚ピエロの三点責め 東名阪 イク×2 ワンマンツアー
- 2017年06月03日〜06月30日 - 感覚ピエロワンマンツアー2017 69ロックレボリューション あなたと私で「69」したいの。
- 2018年03月04日〜09月03日 - KKP TOUR またイかせてもらいます!!47都道府県全国津々ムラ×2!! デリバリー感覚ピエロ!!～チェンジだなんて言わせない～
w/Bentham / BRADIO / Brian the Sun / FABLED NUMBER / ReVision of Sence / グッドモーニングアメリカ / セプテンバーミー / バックドロップシンデレラ / ヒトリエ / 嘘とカメレオン / 空想委員会 / 9mm Parabellum Bullet / LAMP IN TERREN / POLYSICS / Rhythmic Toy World / アルカラ / オメでたい頭でなにより / プププランド / ヤバイTシャツ屋さん / ヤングオオハラ / 夜の本気ダンス / 数式とライオン
- 2018年08月28日 - 5年前の今日、この場所からすべてが始まった5周年感謝祭 前夜祭
- 2018年08月29日 - 5年前の今日、この場所からすべてが始まった5周年感謝祭
- 2018年10月26日〜12月09日 - ありあまるフィクション ONE-MAN TOUR 2018 / AW ～Road to MAKUHARI～
- 2019年05月08日〜07月20日 - 感覚ピエロ 5-6th anniversary『LIVE - RATION 2019』～奮い立たせてなんぼでしょ～
w/LAMP IN TERREN / LEGO BIG MORL / SIX LOUNGE / アルカラ / オメでたい頭でなにより / ニガミ17才 / 忘れらんねえよ / Hump Back / パノラマパナマタウン / ヒトリエ / ヤングオオハラ / 夜の本気ダンス / ミオヤマザキ
- 2019年11月04日 - 感覚ピエロ 5-6th anniversary『LIVE - RATION 2019 FINAL』〜幕張ヴァージンはあなたのもの～ ＠幕張メッセ イベントホール